# Candiroto (Kota Kendal)
Candiroto is een bestuurslaag in het regentschap Kendal van de provincie Midden-Java, Indonesië. Candiroto telt 2784 inwoners (volkstelling 2010).